# Miriam Cnop
Pour les articles homonymes, voir CNOP.
Miriam Cnop, née le 25 décembre 1970, est une chercheuse et médecin belge, spécialisée dans la diabétologie. Elle est professeure de médecine à l’Université libre de Bruxelles, et directrice clinique au sein du département d’endocrinologie de l’hôpital Erasme. Elle dirige également le ULB Center for Diabetes Research. Son travail est centré sur le diabète de type 2, et en particulier les mécanismes de lipotoxicité, en utilisant des îlots pancréatiques de Langerhans humains et des cellules bêta dérivées de cellules souches induites, produites par l’humain. Elle est une membre associée de l'Académie royale de médecine de Belgique. En 2013, son travail reçut le prix Oskar Minkowski de la part de l’European Association for the Study of Diabetes (en).

## Enfance et éducation
Elle obtient son diplôme de la Vrije Universiteit Brussel avec la plus grande distinction et major de promotion en 1995, réalisant sa thèse sur les effets des lipides sur les cellules β du pancréas, sous la supervision de Pipeleers. Elle obtiendra un doctorat dans le même établissement sept ans plus tard, en 2002. Elle est postdoctorante à l’université de Washington à Seattle, sous la supervision de Steven Kahn, grâce à une bourse de la Belgian American Educational Foundation. Elle est spécialisée en médecine interne et effectue sa sous-spécialisation en endocrinologie à l'Université libre de Bruxelles.

## Recherche
Le principal sujet de recherche du Pr Miriam Cnop est le dysfonctionnement des cellules bêta du pancréas dans le diabète de type 2, et les formes monogéniques du diabète. Elle a contribué à montrer que la lipotoxicité, l'effet néfaste des acides gras saturés, provoque un dysfonctionnement et une apoptose de la cellule bêta. Son équipe a démontré que le pancréas atteignait son capital total de cellules bêta à l'âge de 20 ans, après quoi les cellules bêta vieillissent avec le corps et peuvent succomber au stress métabolique.
Les formes monogéniques de diabète étudiées dans son groupe incluent des maladies dues à des mutations de gènes, jouant un rôle dans le stress du réticulum endoplasmique, la fonction mitochondriale et dans le bon fonctionnement des ARNt. Son équipe a décrit l'impact de la déficience en TRMT10A chez les mammifères, en soulignant son rôle dans la pathogenèse de la microcéphalie et du diabète précoce. Elle a été la première à montrer un déficit en incrétine dans un type spécifique de diabète, causé par des mutations RFX6 du gène. Ces formes monogéniques peuvent approfondir notre compréhension des processus complexes conduisant au diabète de type 2.
Elle a également étudié les liens entre l'ataxie de Friedreich et le diabète, en collaboration avec d'autres chercheurs de l'Université Libre de Bruxelles. Jusqu'à présent, on pensait que cette forme de diabète était due à la résistance à l'insuline. Mais ils ont su démontrer que le dysfonctionnement des cellules β et le décès sont au cœur de la pathogenèse du diabète chez les patients présentant cette affection héréditaire.
Son laboratoire fait partie, en collaboration avec Timo Otonkoski, Helsinki, à pouvoir produire des cellules d’îlots pancréatiques à partir de cellules souches induites. Cette nouvelle technologie offre une occasion unique de mieux comprendre les voies menant les cellules bêta au dysfonctionnement dans le diabète, et de tester de nouvelles thérapies.
Elle participe à deux initiatives de l'Union européenne en matière de médicaments innovants, INNODIA et Rhapsody, sur le diabète de type 1 et de type 2.
Elle coordonne également le projet T2DSystems de l'Union Européenne Horizon 2020, qui vise à développer un système d’approche biomédicale, pour l'identification des risques, la prévention et le traitement du diabète de type 2.

## Prix internationaux
- 2005 : « Rising Star » de l’European Association for the Study of Diabetes (en)

- 2010 : GB Morgagni Young Investigator Award[14]

- 2013 : Prix Oskar Minkowski de l’European Association for the Study of Diabetes

- 2014 : Prix Auguste Loubatières de la Société Française du Diabète[15]